# 23e bataillon de chasseurs alpins
Le 23e bataillon de chasseurs alpins (23e BCA) est une unité militaire dissoute de l'infanterie alpine française (chasseurs alpins) qui participa notamment aux deux conflits mondiaux.

## Création et différentes dénominations
- 21 décembre 1870 : création du 23e bataillon de marche de chasseurs à pied près d'Angoulême. Ce bataillon de marche combattra contre les Allemands
- Janvier 1871 : création, en Algérie, du 23e bataillon de chasseurs
- Octobre 1871 : le 23e bataillon de marche de chasseurs à pied d'Angoulême et le 23e bataillon de chasseurs algérien fusionnent sous le nom de 23e bataillon de chasseurs à pied
- 1888 : devient le 23e bataillon alpin de chasseurs à pied
- 1916 : devient le 23e bataillon de chasseurs alpins
- 1930 : dissolution du bataillon qui devient le 11e bataillon de chasseurs alpins
- 1939 : nouvelle création du 23e bataillon de chasseurs alpins
- 1940 : encerclé et capturé à Lépanges-sur-Vologne le 21 juin. Dissolution du bataillon. Il ne se sera plus jamais reconstitué.

Seuls 3 bataillons n'ont jamais été reconstitués après leur dissolution de 1940 : 9e, 23e et 26e.

## Historique des garnisons, campagnes et batailles

### de 1870 à 1871
- Guerre de 1870
  - 21 décembre 1870 : création du 23e bataillon de marche de chasseurs à pied près d'Angoulême à partir de divers bataillons.
  - 6 janvier 1871 : le bataillon est transporté au Mans dans la 2e armée de la Loire (16e corps).
  - 11 janvier 1871 : premier engagement à Ecommoy où le 23e de marche repousse les Prussiens.
  - 18 janvier : nouvelle victoire aux abords de Laval.
- 16 octobre 1871 : après la guerre, le 23e bataillon de marche de chasseurs à pied prend ses quartiers à Avignon où il fusionne avec le 23e bataillon de chasseurs à pied qui a été formé en Algérie courant janvier 1871.

### De 1872 à 1914
Du 21 au 28 mai 1871, le bataillon participe à la Semaine sanglante.
- De 1872 à 1876, il prend ses quartiers à Toulon
- De 1876 à 1881, il est en garnison à Limoges
- 1881-1882 : expédition de Tunisie
  - Occupation de Kairouan
- fin 1882-1885 : en garnison à Limoges
- 188-1886 : en mission en Algérie
- Novembre 1886 : en garnison à Arles
- 1887 : affecté dans le corps des chasseurs alpins, il prend garnison à Grasse.
- 1895 : lors de l'expédition de Madagascar, le bataillon fournit un contingent qui fera partie du 40e bataillon de chasseurs

### Première Guerre mondiale

#### 1914
- 30 juillet : après des manœuvres dans les vallées du Verdon et de la Durance, le 23e bataillon rentre dans ses quartiers à Grasse
- 1er août : c'est la mobilisation
- 2 août : devant les risques d'invasion de l'Autriche-Hongrie, l'Italie ayant proclamé sa neutralité, le bataillon rejoint la région de Touët-de-Beuil et de la Vésubie face à la frontière italienne, pour parer à toute éventualité.

#### 1915
De février à juillet il participe à la bataille du Reichsackerkopf.

#### 1916
En janvier 1916 le 23e BCA est à Metzeral, Haut-Rhin.
Mai 1916 : le 23e est dans les Vosges, secteur du lac Blanc, lac Noir, au nord du Linge (sources : carnet de guerre[Lequel ?], archives familiales[Lesquelles ?])

### Entre-deux-guerres
- 1920 : en garnison à Gap
- 1921 : expédition de Haute Silésie
- 1925 : guerre du Rif
- 1929 : devient le 11e BCA par changement de numéro.

### Seconde Guerre mondiale
- Recréé à Grasse en 1939.
- Dissous en 1940, après son anéantissement à Lépanges-sur-Vologne.

## Traditions

### Devise
Lou souleou mi fa canta (traduction: Le soleil me fait chanter)

### Drapeau
Comme tous les autres bataillons de chasseurs, le 23e BCA ne dispose pas d'un drapeau propre (voir le drapeau des chasseurs).

### Refrain
" V’la l’vingt-troisième, nom de Dieu !
Ça va barder !"

## Chefs de corps
- 1883-1890 : chef de bataillon Pau
- 1890-1898 : chef de bataillon Latour d'Affaure
- 1898-1901 : chef de bataillon Dautheville
- 1901-1904 : chef de bataillon Sourd
- 1904-1911 : chef de bataillon Meric
- 1911-1913 : chef de bataillon Rousson
- 1913-1914 : chef de bataillon Perrin
- 1914-1915 : chef de bataillon Fabry
- mars 1915 : chef de bataillon Rosset
- 1916 : commandant Ville
- 1916 : chef de bataillon Vergez
- 1918 : capitaine Dandine (intérim du chef de corps blessé)
- 1918 : chef de bataillon Vergez
- 1940 : chef de bataillon Royer

## Personnalités ayant servi au sein du bataillon
- Général Paul Pau
- Jean-Baptiste Charcot

## Sources et bibliographie
- Historique du 23e bataillon de chasseurs à pied, Antibes, Fugairon, 112 p., lire en ligne sur Gallica.
- « BCA Les bataillons de chasseurs alpins », sur www.memoire-des-alpins.com (consulté le 17 septembre 2024).